# الفتاتان العنكبوتيتان
الفتاتان العنكبوتيتان (بالانجليزية: Spider Girls) هما غانغا وجامونا موندال (الأسماء الأصلية: آيارا وجايارا راتون، ولدا في عام 1969 أو 1970)، وتعرفان مهنياً بالفتاتان العنكبوتيتان والشقيقتان العنكبوتيتان. وهما توأم ملتصق لعائلة بنغالية من بصرهات، غرب البنغال في الهند.

## الوظيفة
تعملان في السيرك المتنقل «سيرك أرض الأحلام» (بالإنجليزية: Dreamland Circus) في الهند. يتكون عرضهما من جلوسهما على شاربوي (سرير هندي تقليدي) في خيمة ويسمح فقط لمن يدفع بالدخول بإلقاء نظرة عليهما والتحدث معهما. في تقرير عام 2009، قيل أنهم كسبا 26 جنية استرليني في خمسة ساعات عمل في الليلة الواحدة. هما متزوجتان إلى رجل واحد يدعى غدادهار، وهو عامل في كرنفال.

## التركيب التشريحي
تلتصق التوأم في منطقتي البطن والحوض، ولديهما أربعة أذرع وثلاثة أقدام، منهما اثنتين ملتحمتين معاً في قدم واحدة بتسعة أصابع، والتي تبقى مختفيةً خلف جسديهما. يتشاركان معاً في المعدة والكبد، ولكن يملكان قلبين وكليتين، ولديهما جهاز تناسلي واحد.
قام الأطباء بفحص التوأم لتحديد إمكانية فصلهما.ومع ذلك، ليس لديهما أي نية للانفصال؛ لأنهما يشعران ان ذلك سيكون عكس إرادة الله وفيه خطر طبي كبير على حياتهما وكذلك سيحرمهما من وظيفتيهما. وقالا «نحن سعيدتان بما نحن عليه. والعائلة ستتضور جوعاً إذا انفصلنا».

## الحياة الشخصية
ولدت التوأم تحت أسماء أيارا وجايارا راتون، ولكن قام والديهما بتغيير اسميهما وهما في عمر الخامسة تكريماً لنهري غانغا وجامونا.
بالرغم من أنهما تمتلكان بطاقتي تموين منفصلتين، إلا أنهما تتشاركان نفس الطبق وقت الوجبات. وتصوت كل منهما منفصلةً في الانتخابات. ولكن تم رفض طلبهما عندما حاولتا فتح حساب بنكي مشترك.

## الابنة
في عام 1993، أنجبتا ابنة عن طريق ولادة قيصرية، ولكنها توفيت بعد ساعات من ولادتها.

## في وسائل الإعلام
الشقيقتان العنكبوتيتان البشريتان: قصتي الصادمة، سلسلة وثائقية.
أحمق حول العالم: الموسم 3، الحلقة 2 و3.